# Aubrey Jones
Aubrey Jones (20 novembre 1911 - 10 avril 2003) est un homme politique conservateur britannique qui est député de Birmingham Hall Green.

## Biographie
Jones est allé à l'école secondaire à Merthyr Tydfil et obtient un diplôme de première classe de la London School of Economics . Au début de la Seconde Guerre mondiale il est recruté dans le service du renseignement et bientôt transféré à la Section V du Secret Intelligence Service. Il est affecté à Bari après l'invasion alliée de l'Italie.
Aux élections générales de 1950, il est élu député de la nouvelle circonscription de Birmingham Hall Green. Il est ministre des carburants et de l'énergie de 1955 à 1957, et dernier ministre de l'approvisionnement de 1957 à 1959. Il quitte la Chambre des communes en 1965 pour occuper le poste de président du Conseil des prix et des revenus nouvellement créé. Il reçoit un diplôme honorifique (docteur en sciences) de l' Université de Bath en 1966 .
Après avoir quitté la Commission des prix et des revenus en octobre 1970, il devient président de Laporte Industries et administrateur de Thomas Tilling, Cornhill Insurance et Black & Decker .